# Нова Баварія (місцевість)
Нова́ Бава́рія — місцевість міста Харкова. Розвиток район отримав у середині XIX століття, коли біля залізничної станції німецьким підприємцем з Баварії була побудована броварня. Звідси і отримала назву місцевість.

## Водойми
- Ново-Баварське водосховище
- Річка Уда

## Інфраструктура
- Підрозділ МНС (Ново-Баварський проспект, 88)
- Районне відділення поліції

### Освіта і наука
- Філія № 36 Центральної бібліотеки імені Франка (Ново-Баварський проспект).
- У Новій Баварії розташовано 5 середніх загальноосвітніх шкіл:
  - № 39 (вул. Академіка Грищенка, 45);
  - № 76 (вул. Герцена, 17),
  - № 93 (Ново-Баварський проспект, 89-А);
  - № 115 (вул. Врубеля, 53);
- № 137 (вул. Конотопська, 48).
- 3 спеціалізовані школи:
  - Дитячо-юнацька спортивна школа № 5 (Ново-Баварський проспект, 86);
  - Дитяча музична школа № 7 імені Мусоргського (вул. Посольська, 22).
- «Харківська загальноосвітня санаторна школа інтернат 1-3 ступенів № 9» (вул. Катаєва, 20).

Та 4 дошкільних заклади:
- Ясла-садок № 18 (вул. Петра Свинаренка, 10),
- Ясла-садок № 156 (вул. Академіка Грищенка, 28-А);
- Ясла-садок № 286 (вул. Катаєва, 2);
- Дитячий садок № 32 (вул. Лисенка, 41).

### Спорт
- Стадіон канатного заводу «Нова Баварія»
- Футбольне поле школи № 115
- Спорткомплекс «Етуаль» (проспект Ново-Баварський проспект, 91).

### Промисловість
- Харківський завод підйомно-транспортного устаткування;
- АТЗТ Концерн «Харківський канатний завод»;
- Завод з виробництва лінолеума;
- Мостовідділ № 27 ОАО «Мостобуд»;
- Броварня «Нова Баварія»;
- АТЗТ «Харківський жировий комбінат»;
- Харківський експериментальний ремонтно-механічний завод;
- Ново-Баварський хлібзавод;
- ТОВ «MIOL».

### Лікувальні заклади
- Міська лікарня № 3 (Ново-Баварський проспект, 90)
- Обласна туберкульозна лікарня № 1.
- Харківський обласний госпіталь для інвалідів війни (вул. Врубеля, 42).
- Український науково-практичний медичний центр акушерства, гінекології та репродуктології (вул.Ак.Грищенка, 10).
- ХОБФ «Відродження Харківщини, Твоя Перемога». Центр ресоціалізації наркозалежної молоді.
- Медичний центр «Мансаж».
- Ветеринарна клініка «ВетСервіс» (вул. Костянтина Калініна, 91).

### Пошта
- «Нова пошта» № 84 (на території заводу) та № 15.
- Відділення Укрпошти № 19.

### Банки
- «ПриватБанк».
- «Промінвестбанк».
- «Регіон-Банк».

### Торгівля
- Ново-Баварський ринок (вул. Китаєнка)
- Пташиний ринок (вул. Станційна)
- Агенція нерухомості «Співдружність»
- Маркети:
  - Дарс
  - АТБ-Маркет
- 2 крамниці мережі «Кум»
- Продуктова крамниця «Темп»
- Крамниця будматеріалів «Райдуга»

### Релігія
- Баптистська церква «Ясна галявина» (вул.Ак. Грищенка, 56)

### Дозвілля
- Удянський гідропарк
- Яснополянський парк (між вул.Ак.Грищенка, Чорноземної та Яснополянської)
- Ново-Баварський сквер
- Культурно-діловий центр «Нова Баварія» (колишній БК імені Ілліча).
- Готель «Етуаль» (Ново-Баварський проспект, 91).
  - Кухня:
- Бар «Мюнхен» (вул. Китаєнка, 4)
- Готельно-ресторанний комплекс «Етуаль»:

  - Ресторан «Етуаль» (Ново-Баварський проспект, 91)
  - Ресторан «RenoMmee» (Ново-Баварський проспект, 91)
- Кав'ярня-ресторан «Park» (Ново-Баварський проспект, 81)
- Кав'ярня-бар «Темп» (вул.Лекторська, 32)
- Кав'ярня «Спокуса» (Ново-Баварський проспект, 127)[1].